# Ulric Perrot
Pour les articles homonymes, voir Perrot.
Ulric Perrot (19 mars 1808 à Paris - 15 mai 1874 à Versailles) est un militaire et homme politique français.

## Biographie
Ancien officier d'artillerie, il fut élu, le 8 février 1871, représentant de l'Oise à l'Assemblée nationale. 
Il fit partie de la réunion Feray, fut des 94 signataires contre l'exil des Bourbons, et vota pour la paix, pour l'abrogation des lois d'exil, pour la pétition des évêques, contre le service de trois ans, pour la démission de Thiers, pour le septennat. 
Il mourut en mai 1874, et fut remplacé, le 8 novembre suivant, par Antoine de Noailles, duc de Mouchy.

## Sources
- « Ulric Perrot », dans Adolphe Robert et Gaston Cougny, Dictionnaire des parlementaires français, Edgar Bourloton, 1889-1891 [détail de l’édition]